# Acer cordatum
Acer cordatum é uma espécie de árvore do gênero Acer, pertencente à família Aceraceae.